# بوبي نيكولز
بوبي نيكولز (بالإنجليزية: Bobby Nichols)‏ هو لاعب غولف أمريكي، ولد في 14 أبريل 1936 في لويفيل في الولايات المتحدة.

## وصلات خارجية
- بوبي نيكولز على موقع رابطة لاعبي الغولف المحترفين (الإنجليزية)
- بوبي نيكولز على موقع إن إن دي بي (الإنجليزية)